# Cansu Dere
Cansu Dere (Ankara, 1980. október 14.) török színésznő, modell. 2000-ben a Miss Turkey (Türkiye Güzellik Kraliçesi) szépségverseny harmadik helyezettje volt.

## Élete és pályafutása
Szülei Görögországból hazatelepült törökök. Dere középiskolai tanulmányait İzmirben végezte, majd az Isztambuli Egyetem régészet szakán tanult három évig. 2000-ben harmadik helyezett lett a Miss Turkey szépségversenyen, amivel elindult modellkarrierje. Számos török divattervezővel dolgozott és párizsi kifutókon is megfordult. Televíziós karrierjét műsorvezetőként kezdte közvetlenül a szépségversenyt követően, majd 2004-ben a Metro Palas című sorozatban kapott szerepet. 2006-ban a mozikban is bemutatkozott a Son Osmanlı Yandım Ali című filmben, ahol partnere az a Kenan İmirzalıoğlu volt, akivel 2009–2011 között a Magyarországon is vetített Ezel című sorozatban játszott, amely Magyarországon első török sorozatként volt látható az RTL Klub kereskedelmi csatornán. 2012 és 2013 között egy perzsa szafavida kémet, Firuzét/Hümeyrát alakította a Szulejmán című televíziós sorozatban. 2016 és 2017 között Zeynepet játszotta az Anya című televíziós sorozatban. 2020-tól Asya Yılmazt alakítja az Elárulva című televíziós sorozatban. Állandó magyar hangja Németh Borbála.

## Filmográfia

### Filmek
- Kabuslar Evi: Takip (2006) (Köylü Esma)
- Son Osmanlı Yandım Ali (2007) (Defne)
- Acı Aşk (2009) (Oya)
- Totally Spies! (2009) (Alex)
- Yahşi Batı (2010) (Mary Lou)
- El Yazısı (2011) (Zeynep)
- Behzat Ç. Seni Kalbime Gömdüm (2011) (Songül)

### Televíziós sorozatok
- Metro Palas (2004) (Nazan)
- Alacakaranlık (2005) (Irmak Bozoğlu)
- Güz Yangını (2005) (Ceylan)
- Avrupa Yakası (2007) (Bahar)
- Sıla (2006–2008) (Sıla Genco)
- Altın Kızlar (2009) (Ceylan)
- Ezel (2009–2011) – Eyşan Tezcan Atay (magyar hang: Németh Borbála)
- Szulejmán (Muhteşem Yüzyıl, 2012–2013) – Firuze Hatun (Hümeyra) (magyar hang: Németh Borbála)
- Anya (Anne, 2016–2017) – Zeynep Güneş (magyar hang: Németh Borbála)
- Ferhat ile Şirin (2019) (Banu Karalı)
- Elárulva (Sadakatsiz, 2020–2022) – Asya Yılmaz (magyar hang: Németh Borbála)

### Internetes megjelenések
- Şahsiyet (2018) (Nevra Elmas)
- Sihaya Bulaşan Kadınlar (2023) (Derya)

### Szinkronszerepei
- Született kémek - Alex (Katie Griffin)